# Le Constructeur
Le Constructeur est une œuvre de Lazar Lissitzky. Il s'agit d'un montage qui mélange éléments photographiques (main, compas, tête), éléments graphiques (flèche, quadrillage, cercle) et typographie (XYZ).

## Descriptif
Lissitzky compose un espace architecturé, architectonique dans lequel est placé le visage de l’artiste. Superposée à son œil, sa main trace un cercle au compas. L’œil droit de Lissitzky joue un rôle important dans cette composition : l’œil de l’artiste devient le témoin d’une construction : celui du cercle représentant le cycle de la vie et du temps qui passe. 
On remarque d’emblée la forte connotation du temps, de l’espace et du travail.
On discerne deux plans. Le premier est constitué du visage et de la main. Le deuxième est composé par le système XYZ. Le compas est l’élément intermédiaire qui unit les deux plans.
Dans un langage scientifique, le système abordé par Lissitzky est un système tridimensionnel représenté graphiquement, XYZ désignant respectivement les axes des abscisses, des ordonnées et de la profondeur. Le cercle tracé indique l’unité de mesure 1 valable pour ces trois axes. 
Ainsi l’épaisse ligne noire horizontale, au-dessus de la tête de l’artiste correspond aux abscisses. L’axe des ordonnées est donné par la ligne verticale perpendiculaire, découpée dans du papier blanc et du papier millimétré ; le même est utilisé par les architectes, pour dessiner leurs plans. 
L’axe attribué à la troisième dimension, c’est-à-dire à la profondeur n’est pas dessiné physiquement. Il se cache dans la ligne de force oblique (Z) qui traverse l’œil droit de l’artiste, l’inclinaison de ses épaules et qui atterrit dans l’angle en bas à droite.
À travers ce langage arithmétique, on distingue un culte de la science, des techniques et par conséquent, de l’industrie. Une construction doit être considérée comme l’ensemble des éléments rassemblés en un tout par un principe déterminé pour constituer une unité, un système. Lissitzky glorifie la maîtrise de la technique donc de la méthode pour aboutir à la consécration d’une idée, d’un projet, d’une construction. 
« En cultivant l’idée de maîtrise dans chaque genre de travail, nous rapprochons l’art du travail. La notion d’artiste devient synonyme de notion de maître. […] Tout travailleur quelle que soit son activité cesse dès l’instant où il est habité du désir d’accomplir son travail à la perfection, d’être un ouvrier, un artisan pour devenir un maître-créateur. »
C’est la théorie de la valeur fondée sur le travail : la valeur d’un objet est directement lié au travail fourni. Se basant sur la théorie constructiviste, il pose ici les questions concernant le rôle de l’art dans la production et des transformations qu’il apporte dans la vie, dans les modes de vie. « L'industrie artistique cultivée par des artistes  de l'art appliqué ne change pas les formes extérieures du mode de vie mais les enjolive seulement. La maîtrise artistique de la production en touchant toutes les étapes de la fabrication des produits transforme avant tout, le travail lui-même relié à la production. »
En se reportant à nouveau sur le document, le système XYZ symbolise l’idéal processus de création d’un projet, selon Lissitzky. Les axes XYZ suggèrent les multiples facteurs, les étapes d’idéation d’un projet. En effet, pour concrétiser parfaitement un projet, l’équipe qui la conçoit doit s’accorder harmonieusement. Que ce soit les ingénieurs ou les ouvriers, chacun doit offrir tout son savoir-faire, s’investir pour aboutir à un objet complet et irréprochable puisqu’il fera partie de la vie du peuple qui en jouira. Le cercle tracé au compas légitime l’importance égale de chaque individu impliqué dans le projet. 
L’axe Z (profondeur), marqué par l’oblique traversant le point (x ; z), et l’œil de l’artiste démontre également que ce qui donne du volume a une construction : pour que le projet ne soit pas qu’esthétiquement correct, les maîtres-créateurs doivent veiller. La main (qui dirige l’outil) du créateur ne doit pas le trahir au cours du processus. Elle doit traduire correctement ses idées, d’où la nécessité d’une bonne maîtrise. 
Dans une période post Première Guerre mondiale et post-révolutionnaire, Lissitzky est témoin de tout ce qui se construit ou reconstruit. Il est également témoin de l’environnement qui le construit : une société qui évolue et il veut qu’elle évolue dans le bon sens. C’est dans ce contexte que son message arrive. Si l’environnement dans lequel on vit est bien réfléchi, si l’artiste, l’ingénieur, l’ouvrier scelle une union positive, ils réussissent alors à introduire de l’art dans le mode de vie de chacun (tout comme dans L’homme à la caméra de Dziga Vertov). C’est un message pour repenser le mode de vie dans sa société, un message pour chasser les périodes de crises, même si ces dernières reviendront au galop quelques années plus tard.